# Philipp Pöter
Philipp Pöter (* 1. April 1986 in Marl) ist ein deutscher ehemaliger Handballspieler, der auf der Rückraum Mitte Position spielte.

## Karriere
Pöter begann seine Handballkarriere bei der PSV Recklinghausen nahe seiner Heimatstadt Marl. Mit 17 Jahren wechselte er in die A-Jugend des TUSEM Essen, mit der er im Kampf um die deutsche Meisterschaft erst im Halbfinale am SC Magdeburg scheiterte. In den folgenden fünf Jahren spielte er für die HSG Düsseldorf in der Bundesliga und der 2. Bundesliga.
Nachdem Pöter mit den Düsseldorfern 2009 der Aufstieg in die Bundesliga gelungen war, kehrte der Mittelmann zum TUSEM Essen zurück, bei dem er zunächst drei Jahren in der 2. Liga spielte. In der Saison 2011/12 hatte der Spielmacher mit 104 Treffern großen Anteil am Bundesliga-Aufstieg seiner Mannschaft. Zur Saison 2014/15 schloss er sich dem Zweitligisten SC DHfK Leipzig an. Im Sommer 2016 wechselte er zur HSG Wetzlar. In der Saison 2018/19 stand er beim HC Rhein Vikings unter Vertrag. Anschließend schloss er sich der SG Überruhr an, wo er 2022 seine Karriere beendete.